# Clastrieromyia uruguayensis
Clastrieromyia uruguayensis är en tvåvingeart som beskrevs av Gustavo R. Spinelli och Eileen D. Grogan 1986. Clastrieromyia uruguayensis ingår i släktet Clastrieromyia och familjen svidknott.
Artens utbredningsområde är Uruguay. Inga underarter finns listade i Catalogue of Life.